# Mike McCallum
Mike McCallum (właśc. Michael McKenzie McCallum, ur. 7 grudnia 1955 w Kingston, zm. 31 maja 2025 w Las Vegas) – jamajski bokser, zawodowy mistrz świata w trzech kategoriach wagowych.

## Kariera w boksie amatorskim
Jako amator startował w kategorii półśredniej (do 67 kg). Zdobył w niej srebrny medal na igrzyskach Ameryki Środkowej i Karaibów w 1974 w Santo Domingo (w finale pokonał go ówczesny mistrz olimpijski Emilio Correa z Kuby. Na mistrzostwach świata seniorów w 1974 w Hawanie odpadł w ćwierćfinale po wygraniu dwóch walk i porażce w ćwierćfinale z późniejszym srebrnym medalistą Clintonem Jacksonem ze Stanów Zjednoczonych. Jackson pokonał go w finale mistrzostw Ameryki Północnej w 1975 w Miami i w pierwszej walce na igrzyskach panamerykańskich w 1975 w Meksyku.
Na igrzyskach olimpijskich w 1976 w Montrealu odpadł w ćwierćfinale po wygraniu dwóch pojedynków i porażce z Reinhardem Skricekiem z Republiki Federalnej Niemiec. Zwyciężył na mistrzostwach Ameryki Środkowej i Karaibów w 1976 w Kingston i na mistrzostwach Ameryki Środkowej i Karaibów w 1977 w Panamie.
Zdobył złote medale na igrzyskach Ameryki Środkowej i Karaibów w 1978 w Medellín i na igrzyskach Wspólnoty Narodów w 1978 w Edmonton, a także srebrny medal na igrzyskach panamerykańskich w 1979 w San Juan (w finale pokonał go Kubańczyk Andrés Aldama).
Był mistrzem Stanów Zjednoczonych (AAU) w 1977.

## Kariera w boksie zawodowym
Przeszedł na zawodowstwo w 1981. Po wygraniu pierwszych 21 pojedynków (w tym z Ayubem Kalule w listopadzie 1982) zmierzył się 19 października 1984 w Madison Square Garden w Nowym Jorku z Seanem Mannionem w walce o wakujący tytuł mistrza świata federacji WBA w kategorii junior średniej, zwyciężając jednogłośnie na punkty. Skutecznie bronił tergo tytułu wygrywając kolejno z: Luigim Minchillo (1 grudnia 1984 w Mediolanie, przez techniczny nokaut w 13. rundzie), Davidem Braxtonem (28 lipca 1985 w Miami Beach, przez techniczny nokaut w 8. rundzie), Julianem Jacksonem (23 sierpnia 1986 w Miami Beach, przez techniczny nokaut w 2. rundzie), Miltonem McCrorym (19 kwietnia 1987 w Phoenix, przez techniczny nokaut w 10. rundzie) i Donaldem Currym (18 lipca 1987 w Las Vegas, przez nokaut w 5. rundzie). Po tej walce zrezygnował z tytułu mistrza świata i przeniósł się do kategorii średniej.
5 marca 1988 w Pesaro spróbował zdobył tytuł mistrza świata WBA w wadze średniej, lecz przegrał na punkty z Sumbu Kalambayem. Była to pierwsza porażka w jego karierze zawodowej. 10 maja 1989 w Londynie zdobył wakujący tytuł mistrza świata WBA w wadze średniej po wygranej na punkty z Herolem Grahamem. Trzykrotnie skutecznie bronił tego pasa wygrywając ze Steve’em Collinsem (3 lutego 1990 w Bostonie, na punkty), Michaelem Watsonem (14 kwietnia 1990 w Londynie, przez nokaut w 11. rundzie) i Sumbu Kalambayem (1 kwietnia 1991 w Monte Carlo, na punkty). WBA pozbawiła McCalluma tytułu mistrzowskiego jesienią 1991.
13 grudnia 1991 w Atlantic City McCallum zremisował z Jamesem Toneyem w pojedynku o tytuł mistrza świata organizacji IBF w wadze średniej. W walce rewanżowej 29 sierpnia 1992 w Reno Toney wygrał jednogłośnie na punkty. McCallum Został mistrzem świata organizacji WBC w wadze półciężkiej po wygranej na punkty z Jeffem Hardingiem 23 lipca 1994 w Bismarck. Obronił ten tytuł w walce z Carlem Jonesem 25 lutego 1995 w Londynie, ale w kolejnej walce 16 czerwca tego roku w Lyonie stracił go na rzecz Francuza Fabrice Tiozzo.
Zmierzył się 22 listopada 1996 w Tampa z Royem Jonesem Jrem w pojedynku o pas tymczasowego mistrza świata WBC w wadze półciężkiej, ale przegrał na punkty. 22 lutego 1997 James Toney pokonał go na punkty. Była to ostatnia walka McCalluma.
W 2003 został wybrany do Międzynarodowej Bokserskiej Galerii Sławy.